# Pozuel del Campo
Pozuel del Campo település Spanyolországban, Teruel tartományban. Pozuel del Campo Blancas, Monreal del Campo, Ojos Negros és El Pedregal községekkel határos. Lakosainak száma 66 fő (2024).

## Népesség
A település népessége az utóbbi években az alábbiak szerint változott:
| Lakosok száma | 111  | 110  | 114  | 101  | 90   | 81   | 70   | 65   | 60   | 66   |
|               | 2001 | 2004 | 2007 | 2009 | 2012 | 2014 | 2017 | 2019 | 2022 | 2024 |